# Python (serpent)
Pour les articles homonymes, voir Python.
Taxons concernés
Plusieurs espèces des familles :
- Pythonidae
- Loxocemidaemodifier

Le terme Python est un nom vernaculaire ambigu désignant en français plusieurs espèces de serpents appartenant à différents genres des familles des Pythonidae et des Loxocemidae. Python est le nom scientifique d'un genre de serpents de la famille des Pythonidae. 

## Correspondance entre noms vernaculaires et noms scientifiques
- Python améthyste (Simalia amethistina)
- Python arboricole vert australien (Morelia viridis)
- Python arboricole vert (Morelia viridis)
- Python à lèvres blanches (Leiopython albertisii)
- Python à tête noire d'Australie (Aspidites melanocephalus)
- Python à tête noire (Aspidites melanocephalus)
- Python birman (Python bivittatus)
- Python d'Amérique centrale (Loxocemus bicolor)
- Python d'Angola (Python anchietae)
- Python de Boelen (Simalia boeleni)
- Python de Children (Antaresia childreni)
- Python de Macklot (Liasis mackloti)
- Python de Papouasie (Apodora papuana)
- Python de Ramsay (Aspidites ramsayi)
- Python de Seba (Python sebae)
- Python de Stimson (Antaresia stimsoni)
- Python de Timor (Broghammerus timoriensis)
- Python fouisseur du Mexique (Loxocemus bicolor)
- Python indien ou Python molure (Python molurus)
- Python malais (Python curtus)
- Python olive (Liasis olivaceus)
- Python pygmée (Antaresia perthensis)
- Python réticulé (Broghammerus reticulatus)
- Python royal ou Python boule (Python regius)
- Python sanguin (Python curtus)
- Python tacheté (Antaresia maculosa)
- Python tapis (Morelia spilota)
- Python tigre (Python molurus)
- Python vert (Morelia viridis)